# Eugene Skinner
Pour les articles homonymes, voir Skinner.
Eugene Franklin Skinner (13 septembre 1809 - 15 décembre 1864) est l'un des premiers colons américains dans l'Oregon et le fondateur de la ville d'Eugene, qui porte son nom.

## Biographie
Skinner nait le 13 septembre 1809 à Essex, New York. Son père est le major John Joseph Skinner et il a un frère, St John Skinner, maître de poste adjoint sous le président Andrew Johnson. Sa mère meurt durant l'enfance de Skinner. À 14 ans Skinner déménage avec sa famille dans le comté de Green, Wisconsin. Adulte, Skinner vit brièvement à Plattsburgh dans l'état de New York avant de s'installer à Hennepin, Illinois, en tant que shérif du comté. Il épouse Mary Cook le 28 novembre 1839.
En mai 1845, il se rend par voie terrestre en Californie, hivernant à Sutter's Fort. En 1846, les Skinners se dirigent vers le Nord dans l'Oregon Country, rejoignant le groupe d'Elijah Bristow (en) pour explorer la vallée de la Willamette au sud de l'actuel comté de Polk. Skinner revendique des terres en aval de celles revendiquées par Bristow. Il construit sa première cabane sur la colline connue sous le nom de Skinner Butte (en) suivant le conseil de la tribu indienne locale Kalapuya qui lui dit de construire en hauteur en raison des inondations.
Les Skinner, cultivateurs, ont eu cinq enfants : quatre filles (Mary, Leonora, Phoebe et Amelia) et un fils, St John. Skinner gérait également un ferry sur la rivière Willamette. L'historien Robert Clark suggère que Skinner a choisi la terre qu'il revendiquait parce que c'était le meilleur emplacement pour un monopole local de ferry. Après l'organisation de l'Oregon en tant que territoire américain en 1849, Skinner devient le maître de poste local.
En 1851, Skinner et le juge local David Matteson Risdon fondent la ville d'Eugene City (abrégé en Eugene en 1889). Skinner fait don d'une partie de sa propriété pour les bâtiments du comté et a commence à pratiquer le droit, en tant que greffier du comté et administrateur d'Eugene City.